# Cabell's International
Cabell's International è una società informatica di servizi operante nell'ambito dell'editoria accademica. Per i propri clienti, pubblica una whitelist e una lista nera delle riviste accademiche ingannevoli e predatorie nell'ambito di molteplici discipline scientifiche.
Dalla creazione nel 1978 al 2017, la whitelist di Cabell's International era arrivata a contenere più di 11.000 titoli. Dal 2017 al 2018, la lista nera aveva incrementato la propria numerosità da 4.000 a 11.000 riviste.

## Storia
La compagnia venne fondata nel 1978 a Beaumont, nel Texas, per iniziativa del professore di management David W.E. Cabell, che iniziò a pubblicare per i propri clienti una lista degli editori e delle riviste accademiche ritenute autorevoli dal punto di vista della ricerca scientifica.
Nel 2015, Cabell iniziò a collaborare con Jeffrey Beall, autore di un'altra lista nera delle pubblicazioni predatorie, consultabile gratuitamente da qualsiasi utente, che dai primi mesi del 2017 non fu più aggiornata. A partire da giugno del 2017, essa fu sostituita dalla lista nera di Cabell's International, un elenco delle pubblicazioni predatorie che era disponibile soltanto per gli utenti abbonati e abilitati dal sito, similmente alla whitelist pubblicata a partire dal '78.

David Cabell negò qualsiasi coinvolgimento della sua azienda in merito alla decisione di Beall.
La whitelist aveva intanto integrato informazioni aggiuntive circa i tassi di accettazione degli articoli e i tempi medi di revisione, le metriche di ranking, oltre ad una serie di strumenti per aiutare gli accademici nella pubblicazione dei loro manoscritti.

La lista nera, invece, era compilata secondo 65 criteri aggiornati trimestralmente. Inoltre, veniva data evidenza delle motivazioni per l'inserimento dei singoli titoli, al fine di mitigare le querele per diffamazione.
Dopo aver valutato l'antieconomicità di un'offerta gratuita, considerata eccessivamente costosa per la società, la Cabell's decise di offrire a pagamento la consultazione della blacklist, che è oggetto di un abbonamento separato e a sé stante. Tuttavia, fu anche prevista una scontistica per gli utenti già abbonati per almeno una delle discipline accademiche monitorate nella lista bianca, che avessero optato per acquistare il pacchetto completo.
Tuttavia, al 2017 non esisteva un tariffario pubblico e uguale per tutti, ma una politica di prezzo contrattata singolarmente con i propri clienti. Sebbene la maggior parte delle pubblicazioni predatorie provenisse da case editrice indiane, soltanto 4 delle 800 istituzioni accademiche clienti della Cabell's provenivano da tale Paese.

## Servizi alternativi
A partire dal 2015, era emersa anche la whitelist di DOAJ, un'organizzazione operante anche come servizio di indicizzazione delle riviste per le quali pubblica i record bibliografici e l'abstract, senza tuttavia esserne l'editore. DOAJ limita la revisione alle riviste presenti nella propria base di conoscenza e ai relativi editori. Una parte dei contenuti è gratuita, mentre l'accesso completo è riservato alle biblioteche e alle istituzioni accademiche al prezzo di un abbonamento annuale.

La tipologia di utenti era quindi la stessa servita dalla Campbell's, sebbene solo quest'ultima pubblicasse una blacklist, accessibile anche a privati del mondo accademico (studenti. docenti, ricercatori), e senza svolgere attività di indicizzazione o di revisione editoriale.
Nel 2018, la Cabell's definì il proprio prodotto come «l'unica lista nera delle riviste ingannevoli e predatorie».

## Accoglienza
Il bibliotecario del Manhattan College William H. Walters osservò che la «Cabell's prevede il rispetto di standard minimi per l'accettazione, mentre non è esaustiva in merito alla copertura di buone riviste».
Il periodico The Charleston Advisor, rivista trimestrale specializzata nella recensione di risorse Internet proprietarie e gratuite che le biblioteche rendono disponibili ai propri utenti con eventuale acquisto della licenza d'uso, asserì che la società ha una buona gestione dei reclami relativi alle riviste presenti nel proprio database, per i quali «attiva una nuova revisione e decidono se sia necessario rimuovere la pubblicazione incriminata», sebbene «Cabell's non sia un marchio di qualità» e una garanzia automatica di esclusione delle riviste predatorie.